# Викси, Пол
Пол Викси (род. 1963 год, США) — американский ученый-компьютерщик, чей технический вклад включает разработку и процедуру протокола системы доменных имен (DNS), механизмы для достижения эксплуатационной надежности реализаций DNS, а также значительный вклад в принципы и методологию программного обеспечения с открытым исходным кодом. Также им был создан и запущен первый успешный коммерческий сервис по борьбе со спамом. Он является автором стандартных системных программ UNIX, таких как SENDS, proxynet, rtty и Vixie cron. В какой-то момент он руководил собственным консалтинговым бизнесом Vixie Enterprises.

## Карьера
С 1988 по 1993 годы Викси работал инженером-программистом в Digital Equipment Corporation (DEC). После ухода из DEC в 1994 году он вместе с Риком Адамсом и Карлом Маламудом основал Консорциум программного обеспечения Интернета (ISC) для поддержки BIND и другого программного обеспечения для Интернета. В 2004 году деятельность ISC перешла к новой компании Internet Systems Consortium. Хотя ISC управляет корневым сервером имен F, Викси однажды присоединился к проекту Open Root Server Network (ORSN) и управляла их корневым сервером L.
В 1995 году он стал соучредителем Palo Alto Internet Exchange (PAIX) и после того, как Metromedia Fiber Network (MFN) купила его в 1999 году, занимал должность главного технического директора MFN / AboveNet, а затем — президента PAIX.
В 1998 году он стал соучредителем калифорнийской некоммерческой компании «Система предотвращения злоупотребления почтой» (MAPS), цель которой — пресечь злоупотребления электронной почтой.
Викси является автором нескольких запросов на комментарии (RFC), в том числе документа Best Current Practice «Classless IN-ADDR.ARPA Delegation»(BCP 20), а также некоторое ПО Unix. В 2002 году он заявил, что «теперь является рекордсменом по количеству рекомендаций CERT, принадлежащих одному автору».
В 2008 году Викси был судьей в мероприятии «Download Day» организованном Mozilla Foundation в попытке установить мировой рекорд Гиннеса по количеству загрузок нового программного обеспечения за один день.
Викси входил в Попечительский совет Американского реестра Интернет-номеров (ARIN) с 2005 по 2013 год, а также был председателем в 2009 и 2010 годах. Викси также входит в Консультативный комитет ICANN по безопасности и стабильности.
Викси учился в Средней школе Джорджа Вашингтона в Сан-Франциско, Калифорния. Он получил степень доктора философии в области компьютерных наук Университета Кейо в 2011 году.
В 2013 году, проработав почти 20 лет в ISC, он, выделив из ISC бизнес-подразделение по безопасности, основал новую компанию Farsight Security, Inc..
В 2014 году Викси был занесена в Зал славы Интернета как Инноватор.

## Разработки
- BIND
- Vixie cron
- DHCP[14]
- sendmail

## Публикации

### Книга
- Vixie, Paul. Sendmail: Theory and Practice / Paul Vixie, Frederick M. Avolio. — Maynard, Mass : Digital Press, 1995. — ISBN 978-1-55558-127-5.

### Патент
- United States Patent 6,581,090, "Internet communication system, " issued October 1996.